# Simulium acmeria
Simulium acmeria är en tvåvingeart som först beskrevs av Ono 1978.  Simulium acmeria ingår i släktet Simulium och familjen knott. Inga underarter finns listade i Catalogue of Life.